# Escalation (film)
Escalation è un film italiano del 1968 diretto da Roberto Faenza.
Fu anche riedito col titolo L'integrato sessuale.

## Trama
Luca Lambertenghi è un giovane hippy figlio di un industrialotto. Il padre non sopporta la scelta del figlio e tenta in ogni modo, con scarso successo, di interessarlo alle sorti della sua azienda. Alla fine decide di affidare Luca a un trattamento psicologico presso una bella dottoressa, Carla Maria Manini. Ben presto Luca si innamora della psicologa, la quale intravede in lui la possibilità di una rapida escalation sociale. I due si sposano, ma Luca si accorge che la giovane moglie non lo ama; così decide di avvelenarla con i funghi che hanno raccolto insieme durante una gita. Uccisa la moglie, Luca pratica sul cadavere un rito mistico e poi, una volta bruciato, sparge le sue ceneri. La polizia non riesce a individuare in Luca l'assassino della moglie e così il ragazzo, finalmente integrato nella società, può prendere il posto del padre alla guida dell'azienda di famiglia.

## Critica
«Grottesca allegoria... acerbo nella regia, schematico nelle idee... esempio di cinema "arrabbiato"» * 